# Тогускен
Тогускен или Тогыскан (каз. Төгіскен) — село в Жанааркинском районе Улытауской области Казахстана. Административный центр Тогускенского сельского округа. Находится на левом берегу реки Сарысу, примерно в 124 км к западу-юго-западу (WSW) от посёлка Жанаарка, административного центра района, на высоте 385 метров над уровнем моря. Код КАТО — 354465100.

## Население
В 1999 году численность населения села составляла 2087 человек (1068 мужчин и 1019 женщин). По данным переписи 2009 года в селе проживало 1882 человека (984 мужчины и 898 женщин).

## Известные жители и уроженцы
- Искаков, Сатан (1928—1999) — Герой Социалистического Труда.
- Даулетбеков Амантай (1917-1943)- Герой Советского Союза. Пал смертью храбрых под станцией Поныри в бою на Курской дуге.